# Filippo Magawly Cerati
Pour les articles homonymes, voir Cerati.
Filippo Francesco Magawly Cerati, né Philip Francis Magawly de Calry (né dans le comté d'Offaly le 10 décembre 1787, mort à Dublin le 30 août 1835) est un homme politique irlandais puis sujet du duché de Parme.

## Biographie
Philip Francis Magawly de Calry est né dans un village du centre de l'Irlande, à proximité de Tullamore, du comte Patrick et de la comtesse Jane (née O’Fullon). À la mort de son père en 1802, il s'installe avec son frère Awly à Parme, alors un des duchés d'Italie, où s'est déjà installée une branche de sa famille.
Le duc Ferdinand Ier de Parme le fait entrer au collège Lalatta. Rapidement il occupe des emplois publics lors de la présence française. En 1804, il hérite des biens de son oncle paternel, le comte Charles Edward, colonel de l'armée autrichienne et en 1808, il épouse Chiara Mazzucchini de Viadana, fille de Giuseppe et de la comtesse Fulvia Cerati. En 1816, à la mort du comte Antonio Cerati, l'oncle de sa femme, ils en héritent le patrimoine, prenant aussi son nom.
Après la chute de Napoléon, le 14 février 1814, la gouvernance française prend fin à Parme et un gouvernement provisoire est formé. Le préfet se retire à Plaisance qui reste à la France. À partir du 9 mars, le gouvernement provisoire est étendue à Plaisance. Par le congrès de Vienne de 1815, les territoires du duché de Parme, Plaisance et Guastalla sont confiés à l'impératrice Marie-Louise d'Autriche, à l'exception des terrains situés sur la rive gauche du Pô.
Le pape Pie VII envoie Magawly à Paris pour une mission diplomatique destinée à sonder les intentions des alliés vainqueurs de Bonaparte. Il est invité à se rendre à Vienne par l'empereur d'Autriche. Il s'entretient avec Metternich lui faisant part de son point de vue de l'administration du duché de Parme qui vient d'être confié à Marie-Louise. Il participe au Congrès de Vienne comme un envoyé du pape Pie VII.
Le 6 juin 1814 Metternich proclame une régence provisoire de Parme au nom de Marie-Louise et le 30 juin, il nomme comme commissaire impérial, le comte Ferdinando Marescalchi. Magawly  est nommé, le 6 août 1814, ministre d’État. Il engage immédiatement la réorganisation de l’État selon les plans déjà établis avec Metternich. Marie-Louise prend possession de son royaume seulement le 17 mars 1816. Magawly est alors nommé Président du Conseil de l'État extraordinaires, juge de l'ordre constantinien de Saint-Georges et proche conseiller. Magawly prend part à d'importants travaux publics, y compris le pont sur le Taro (conçu par Antonio Cocconcelli et construit par une société milanaise), et obtient la restitution de certaines œuvres confisquées lors de la présence française.
En 1823, il retourne en Irlande et s'installe à Dublin, où il reste jusqu'à sa mort à l'âge de 48 ans, exception faite d’un bref voyage à Parme en 1828.

## Le personnage
Il était connu pour être un homme très cultivé, éclectique, passionné d'histoire et de sciences. Avec Gerolamo Gottardi, professeur de pharmacie de l'université de Parme, il conçut une nouvelle méthode pour extraire le sucre de miel. Ce fut un excellente connaisseur de la littérature anglaise, allemande, française et italienne. Outre sa langue maternelle, l'anglais, il parlait couramment l'italien, le français et l'allemand, et il s'inscrivit à l'Académie des Filomati.

## Hommage
Une rue de Parme, dans le quartier Lubiana, porte son nom.

## Note
- (it) Cet article est partiellement ou en totalité issu de l’article de Wikipédia en italien intitulé « Filippo Magawly Cerati » (voir la liste des auteurs).